# Škoda 28T
Škoda 28T (nazwa handlowa ForCity Classic) – typ tramwaju wytwarzanego w latach 2013–2015 w pilzneńskich zakładach Škoda Transportation. Tramwaje tego typu powstały na zamówienie tureckiego miasta Konya, dla potrzeb tamtejszej sieci tramwajowej.

## Konstrukcja
Škoda 28T wywodzi się z tramwaju 26T wyprodukowanego dla systemu tramwajowego w Miszkolcu. 28T dla Konyi to w pełni niskopodłogowy, pięcioczłonowy tramwaj dwukierunkowy oparty na trzech wózkach, z których skrajne są napędowe, a środkowy toczny. Każdą oś w wózkach napędowych wprawia w ruch jeden silnik o mocy 100 kW. Po obu stronach tramwaju umieszczono sześcioro drzwi, w skrajnych członach dwoje jednoskrzydłowych, w środkowych członach po dwoje dwuskrzydłowych. Wygląd tramwaju zaprojektowała czeska firma Aufeer Design. Schemat malowania wybrali mieszkańcy Konyi w głosowaniu (mogli oddać głos zarówno na ulicy, jak i przez internet), wygrała wersja z motywami islamskiej architektury i tancerzami.
Tramwaje mogą być łączone w składy dwuwagonowe dzięki sprzęgom automatycznym. Tramwaj ma wzmocnioną konstrukcję i jest przystosowany do eksploatacji pod ziemią (w Konyi znajduje się tunel tramwajowy o długości 4,5 km). Zastosowano materiały o zwiększonej ognioodporności.
Maksymalnie tramwajem może podróżować 364 pasażerów. Tramwaje wyposażono w Wi-Fi oraz w klimatyzację kabiny motorniczego i przedziału pasażerskiego.

## Dostawy
| Państwo        | Miasto         | Lata dostaw    | Liczba | Numery taborowe | Uwagi                              |       |
| -------------- | -------------- | -------------- | ------ | --------------- | ---------------------------------- | ----- |
| Turcja         | Konya          | 2013           | 2      | 4201, 4202      |                                    | [ 4 ] |
| Turcja         | Konya          | 2014           | 58     | 4203–4260       |                                    | [ 4 ] |
| Turcja         | Konya          | 2015           | 12     | 4261–4272       | typ 28T2; z pomocniczymi bateriami | [ 5 ] |
| Łączna liczba: | Łączna liczba: | Łączna liczba: | 72     |                 |                                    |       |

Na początku 2013 r. Škoda Transportation wygrała z typem 28T przetarg, w którym startowało ogółem pięć zakładów. Umowa przewidywała dostarczenie do Konyi 60 tramwajów 28T o wartości przewyższającej 2,6 mld koron.
29 października 2013 r. pierwszy tramwaj tego typu (potem oznaczony numerem 4201) przedstawiono publicznie w Konyi. Wkrótce potem wagon przeszedł jazdy próbne. Drugi wagon nr 4202 dostarczono do Konyi w grudniu 2013 r., dnia 18 lutego 2014 r. oba wspomniane tramwaje włączono do ruchu liniowego. Do końca roku 2014 do Konyi dostarczono ogółem 50 tramwajów, pozostałych 10 natomiast na początku 2015 r.
W maju 2014 r. miasto Konya zamówiło kolejnych 12 tramwajów, które wyposażono w pomocnicze baterie umożliwiające przejazd tramwaju na odcinkach bez sieci trakcyjnej (typ 28T2). Te tramwaje posiadają baterie litowo-tytanowe umieszczone na dachu, ich ładowanie odbywa się za pomocą pantografu. Na jednym ładowaniu tramwaj może przejechać 3 km, a przy testach osiągnięto 20 km, przy czym długość odcinka systemu tramwajowego w Konyi pozbawionego zasilania to 1,8 km. W sumie zakupiono więc 72 tramwaje za 3,4 mld koron. Tramwaj nr 4263 testowano w maju i w czerwcu 2015 w Pilźnie, gdzie otrzymał tymczasowy numer 119. Dostawy wszystkich wagonów z pomocniczymi bateriami zakończono latem 2015 r.